# Determinant (matemàtiques)

L'àrea del paral·lelogram és el valor absolut del determinant de la matriu formada pels vectors que representen els costats del paral·lelogram.

En matemàtiques, el determinant és una eina molt potent en nombrosos dominis (estudi d'endomorfismes, recerca de valors propis, càlcul diferencial). És així com es defineixen el determinant d'un sistema d'equacions, el determinant d'un endomorfisme, o el determinant d'un sistema de vectors. Va ser introduïda inicialment a l'àlgebra per a resoldre el problema de determinar el nombre de solucions d'un sistema d'equacions lineals.
Com en moltes altres operacions, el determinant pot ser definit per una col·lecció de propietats axiomes que es resumeixen amb l'expressió «forma n-lineal alternada». Aquesta definició permet de fer-ne un estudi teòric complet i ampliar encara més els seus camps d'aplicació. Però el determinant també es pot concebre com una generalització en l'espai de dimensió n de la noció de superfície o de volum orientats. Aquest aspecte, sovint negligit, és un enfocament pràctic i lluminós de les propietats del determinant.

## Història dels determinants
Els determinants van ser introduïts a Occident a partir del segle xvi. Aquesta iniciativa es produí molt abans que les matrius, que no apareixen fins al segle xix. Convé recordar que els xinesos van ser els primers a utilitzar taules de nombres i a aplicar un algorisme ara conegut sota el nom de procediment d'eliminació de Gauss-Jordan.

### Primers càlculs de determinants
Tot i que se'n pot trobar algun antecedent remot en l'obra de Yang Hui (Xina, segle xiii), en el seu sentit original, el determinant "determina" la unicitat de la solució d'un sistema d'equacions lineals. Va ser introduït en el cas de la dimensió 2 per Cardan l'any 1545 en la seva obra Ars magna, en forma d'una "regla" per a la resolució de sistemes de dues equacions amb dues incògnites. Aquesta primera fórmula porta el nom de regula de modo.

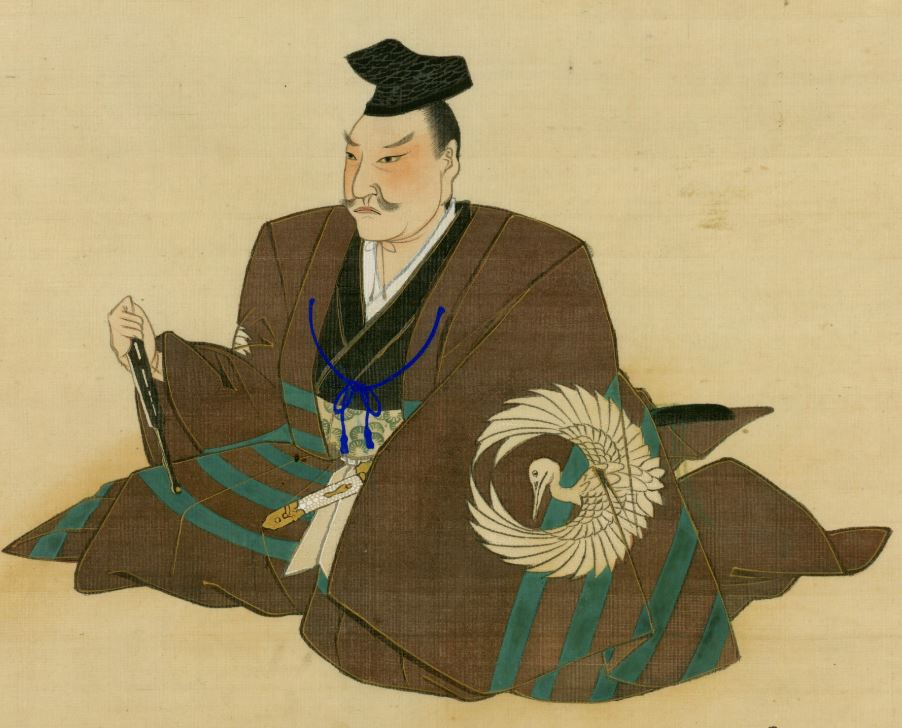
El japonès Kowa Seki introdueix els primers determinants de dimensió 3 i 4, a la mateixa època que l'alemany Leibniz

L'aparició dels determinants de dimensió superior tardarà encara més de cent anys. Curiosament el japonès Kowa Seki i l'alemany Leibniz en van donar els primers exemples de manera gairebé simultània.
Leibniz estudia nombrosos sistemes d'equacions lineals. En absència de notació matricial, representa els coeficients desconeguts amb una parella d'índex: escriu així ij per a ai, j. El 1678, s'interessa per un sistema de tres equacions i tres incògnites i dona, sobre aquest exemple, la fórmula de desenvolupament seguint una columna. El mateix any, escriu un determinant de dimensió 4. Leibniz no publica aquests treballs, que semblen haver estat oblidat abans que els resultats siguin descoberts independentment cinquanta anys més tard.
Al mateix període, Kowa Seki publica un manuscrit sobre els determinants, on troba una formulació general difícil d'interpretar. Sembla donar fórmules correctes per a determinants de dimensió 3 i 4, i els signes erronis per als determinants de dimensió superior. El descobriment quedarà sense continuïtat, a causa de l'aïllament del Japó amb el món exterior.

### Determinants d'una dimensió qualsevol
El 1748, un tractat d'àlgebra pòstuma de MacLaurin rellança la teoria dels determinants, amb l'escriptura correcta de la solució d'un sistema de quatre equacions i quatre incògnites.
El 1750, Cramer formula les regles que permeten resoldre un sistema de n equacions i n incògnites, però sense donar-ne la demostració. Els mètodes de càlcul dels determinants són llavors delicats, ja que es fonamenten en la noció de permutacions parells i senars.
Els matemàtics s'apoderen d'aquest nou objecte, amb articles de Bézout el 1764 i de Vandermonde el 1771, sorprenentment sense obtenir el càlcul del determinant de la matriu de Vandermonde actual.
| «                                           | El gran reconeixement en matemàtiques s'assegura només als noms associats amb un mètode, un teorema, a una qualificació. Poc importa que el premi es fonamenti o no, i el nom de Vandermonde sigui ignorat per la gran majoria dels matemàtics, a menys que se li hagués atribuït aquest determinant que coneixeu bé i que no és seu! | » |
| — V.A. Lebesgue. Conférence d'Utrecht, 1837 | |   |

El 1772, Laplace estableix les fórmules de recurrència que porten el seu nom. L'any següent, Lagrange descobreix la relació entre el càlcul dels determinants i dels volums.
Gauss utilitza per primera vegada la paraula «determinant», en els Disquisitiones arithmeticae el 1801. L'utilitza per al que qualifiquem avui de discriminant d'una quàdrica que és un cas particular del determinant modern. És igualment a prop d'obtenir el teorema sobre el determinant d'un producte.

### Aparició de la noció moderna de determinant
Cauchy és el primer a fer servir la paraula determinant en el seu sentit modern. Es pot llegir al seu article de síntesi de més de vuitanta pàgines sobre la qüestió:
| « | El Sr. Gauss se n'ha servit amb avantatge en les seves Investigacions analítiques per descobrir les propietats generals de les formes del segon grau, és a dir dels polinomis de segon grau de dues o més variables, i ha designat aquestes mateixes funcions sota el nom de determinants. Conservaré aquesta denominació que subministra a un mitjà fàcil d'enunciar els resultats; observaré només que es dona de vegades a les funcions de què es tracta el nom de resultants a dos o a diverses variables. Així les dues expressions següents: determinant i resultant, hauran de ser vistes com a sinònimes. | » |

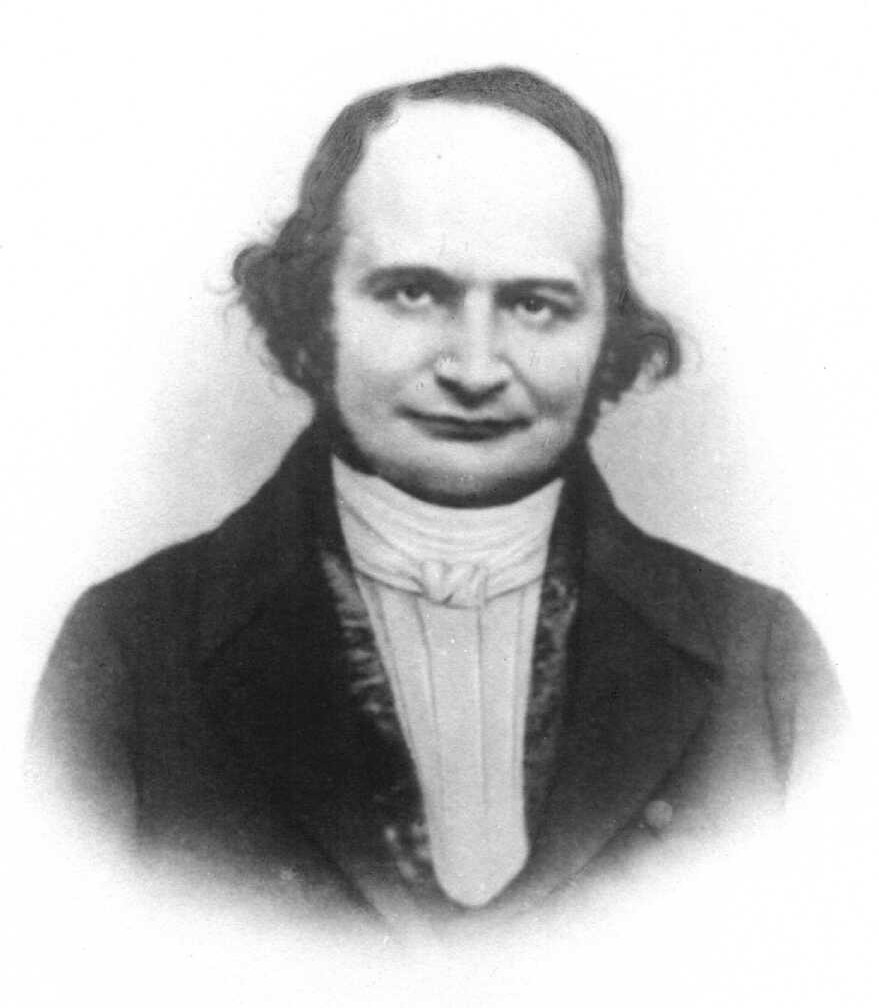
Carl Gustav Jacob Jacobi

Representa una síntesi dels coneixements anteriors, així com de proposicions noves com el fet que l'aplicació transposada no modifica el determinant així com la fórmula del determinant d'un producte. Binet proposa igualment una demostració aquest mateix any. Més tard, Cauchy posa les bases de l'estudi de la reducció d'endomorfismes.
Publicant els seus tres tractats sobre els determinants el 1841 al journal de Crelle, Jacobi dona una verdadera notorietat a la noció. Per primera vegada, presenta mètodes de càlcul sistemàtics, sota forma algorítmica. Es fa igualment possible avaluar determinants de funcions amb el naixement del jacobià.
El quadre matricial és introduït pels treballs de Cayley i Sylvester. Cayley és igualment l'inventor de la notació dels determinants amb barres verticals; estableix la fórmula de càlcul de la inversa.
La teoria es completa amb l'estudi de determinants que tenen propietats de simetria particulars i amb la introducció del determinant en nous camps de les matemàtiques, com el wronskià per a les equacions diferencials lineals.

## Primers exemples: àrees i volums
Els càlculs d'àrees i de volums en forma de determinants en espais euclidians apareixeran com casos particulars d'una noció més general de determinant. La lletra majúscula D (Det) es fa servir de vegades reservada per indicar-los.

### Determinant de dos vectors en el pla euclidià

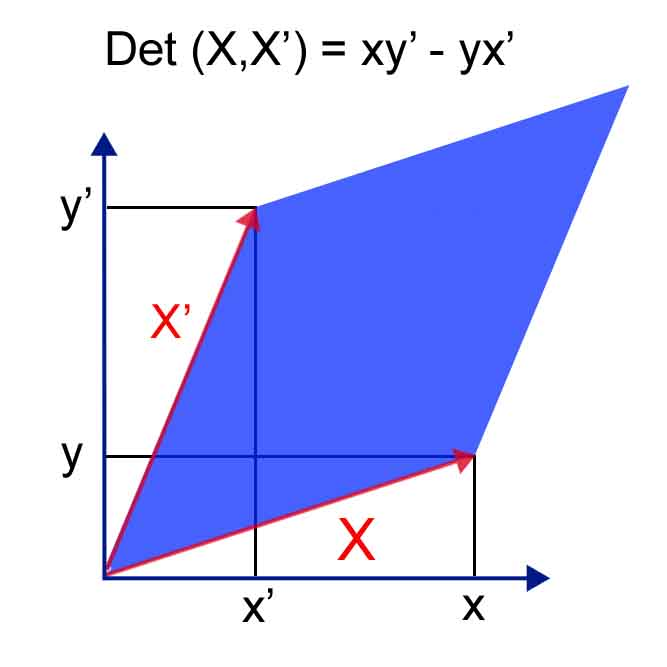
Figura 1. El determinant és l'àrea blava orientada.

Sigui P el pla euclidià amb l'orientació usual. El determinant dels vectors X i X ' ve donat per l'expressió analítica
{\displaystyle \det(X,X')={\begin{vmatrix}x&x'\\y&y'\end{vmatrix}}=xy'-yx'}
O, de forma equivalent, per l'expressió geomètrica
{\displaystyle \det(X,X')=\|X\|\cdot \|X'\|\cdot \sin \theta }
En la qual {\displaystyle \theta } és l'angle orientat format pels vectors X i X '.

#### Propietats
- el valor absolut del determinant és igual a l'àrea del paral·lelogram definit per X i X ' (({\displaystyle X\sin \theta } és en efecte l'alçada del paral·lelogram, d'on A = Base*Altura).
- el determinant és nul si i només si els dos vectors són col·lineals (el paral·lelogram es fa una línia).

En efecte aquesta anul·lació apareix com un senzill test de proporcionalitat dels components dels vectors pel producte vectorial.
- El seu signe és estrictament positiu si i només si la mesura de l'angle (X, X ') és compresa en ]0,{\displaystyle \pi }[.
- l'aplicació determinant és bilineal: la linearitat respecte al primer vector s'escriu

{\displaystyle \det(aX+bY,X')=a\det(X,X')+b\det(Y,X')\;}
i respecte al segon vector s'escriu
{\displaystyle \det(X,aX'+bY')=a\det(X,X')+b\det(X,Y')\;}

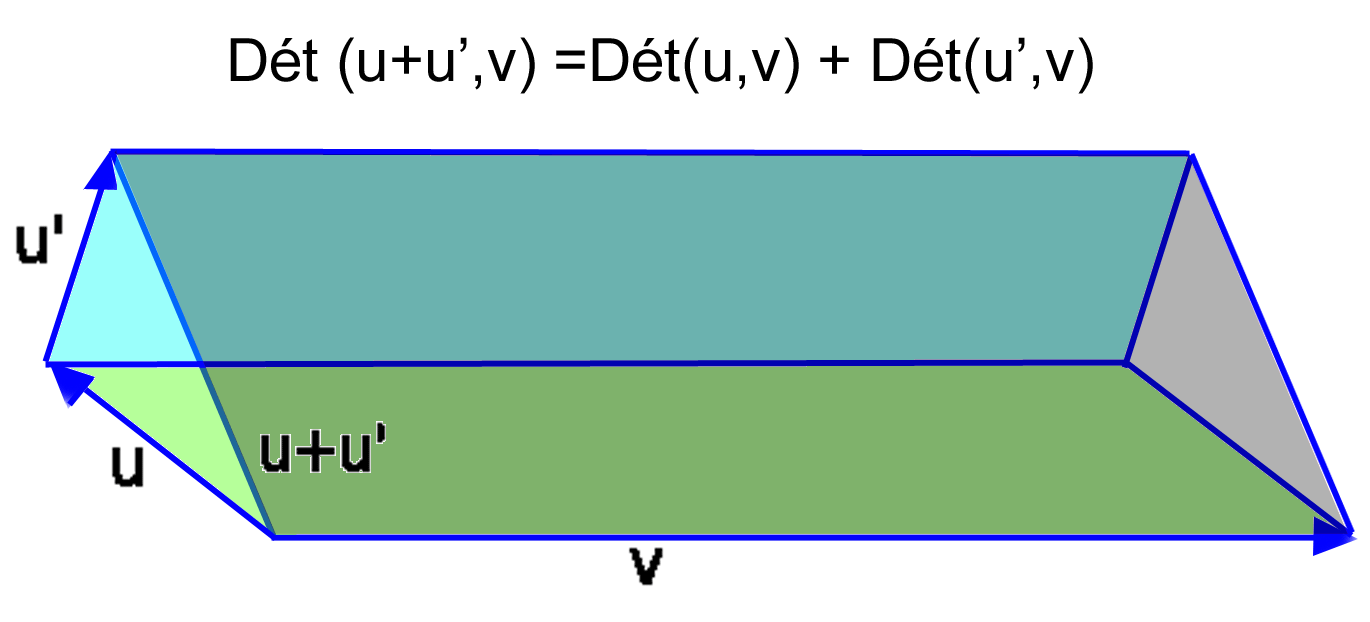
Figura 2. Suma de les àrees de dos paral·lelograms adjacents. Fixeu-vos que tots els vectors estan en el mateix pla, no es tracta d'una figura tridimensional, altament l'afirmació no seria certa ni el valor de les àrees seria el que dona el determinant

La figura, en el pla, il·lustra un cas particular d'aquesta fórmula. Representa dos paral·lelograms adjacents, l'un definit pels vectors u i v (en verd), l'altre pels vectors u' i v (en blau). És fàcil visualitzar sobre aquest exemple l'àrea del paral·lelogram definit pels vectors u+u' i v (en gris): és igual a la suma de les àrees dels dos paral·lelograms precedents, a la qual es treu l'àrea d'un triangle, i s'afegeix l'àrea d'un altre triangle igual. Els dos triangles es corresponen per translació, es verifica la fórmula següent Det(u+u', v)=Det(u, v)+Det(u', v).
Aquest dibuix correspon a un cas particular de la fórmula de bilinealitat, ja que les orientacions han estat escollides per tal que les àrees tinguin el mateix signe, però ajuda a entendre el significat geomètric.

#### Generalització
És possible definir la noció de determinant en un pla euclidià orientat proveït d'una base ortonormal directa B, utilitzant les coordenades dels vectors en aquesta base. El càlcul del determinant dona el mateix resultat independentment de quina sigui la base ortonormal directa escollida per al càlcul.

### Determinant de tres vectors en l'espai euclidià
Sigui E l'espai euclidià amb l'orientació usual de dimensió 3. El determinant de tres vectors d'E ve donat per
{\displaystyle \det(X,X',X'')={\begin{vmatrix}x&x'&x''\\y&y'&y''\\z&z'&z''\end{vmatrix}}=x{\begin{vmatrix}y'&y''\\z'&z''\end{vmatrix}}-x'{\begin{vmatrix}y&y''\\z&z''\end{vmatrix}}+x''{\begin{vmatrix}y&y'\\z&z'\end{vmatrix}}=xy'z''+x'y''z+x''yz'-xy''z'-x'yz''-x''y'z.}

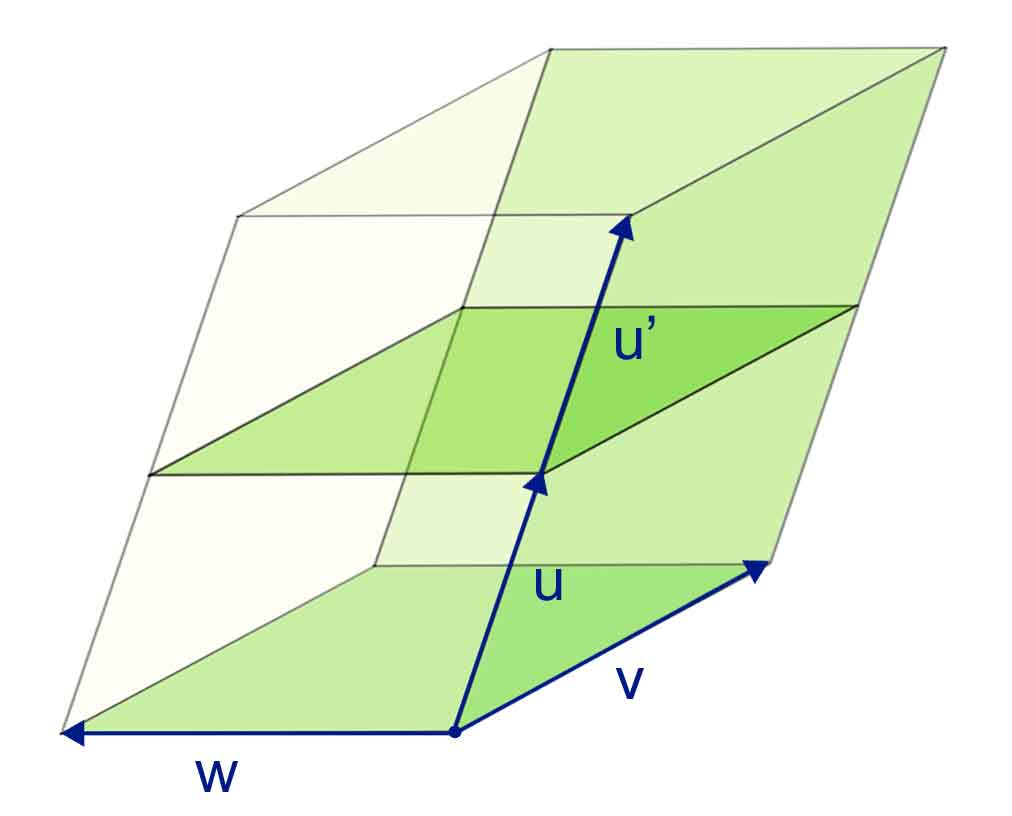
Figura 3. Il·lustració gràfica de la trilinealitat

Aquest determinant també porta el nom de producte mixt.

#### Propietats
- el valor absolut del determinant és igual al volum del paral·lelepípede definit pels tres vectors.
- el determinant és nul si i només si els tres vectors estan continguts en un mateix pla (paral·lelepípede «pla»)
- L'aplicació determinant és trilineal:

{\displaystyle \det(aX+bY,X',X'')=a\det(X,X',X'')+b\det(Y,X',X'')\,}
Una il·lustració geomètrica d'aquesta propietat es dona a la figura 3, per dos paral·lelepípedes adjacents, és a dir posseint una cara comuna. La igualtat següent esdevé intuïtiva
{\displaystyle \det(u+u',v,w)=\det(u,v,w)+\det(u',v,w)\,}

### Interpretació del signe del determinant: orientació
En el pla, el signe del determinant s'interpreta com el signe de l'angle orientat.
En l'espai a tres dimensions, el cub unitat serveix de referència. El seu determinant val un. Un paral·lelepípede no pla posseeix un determinant positiu si és possible obtenir-lo deformant contínuament (sense aixafar-lo mai) el cubica unitat.
El determinant és en canvi negatiu si és necessari aplicar a més una simetria, és a dir si el cub unitat no pot ser obtingut més que deformant el paral·lelepípede, i després observant el resultat d'aquesta deformació en un mirall.

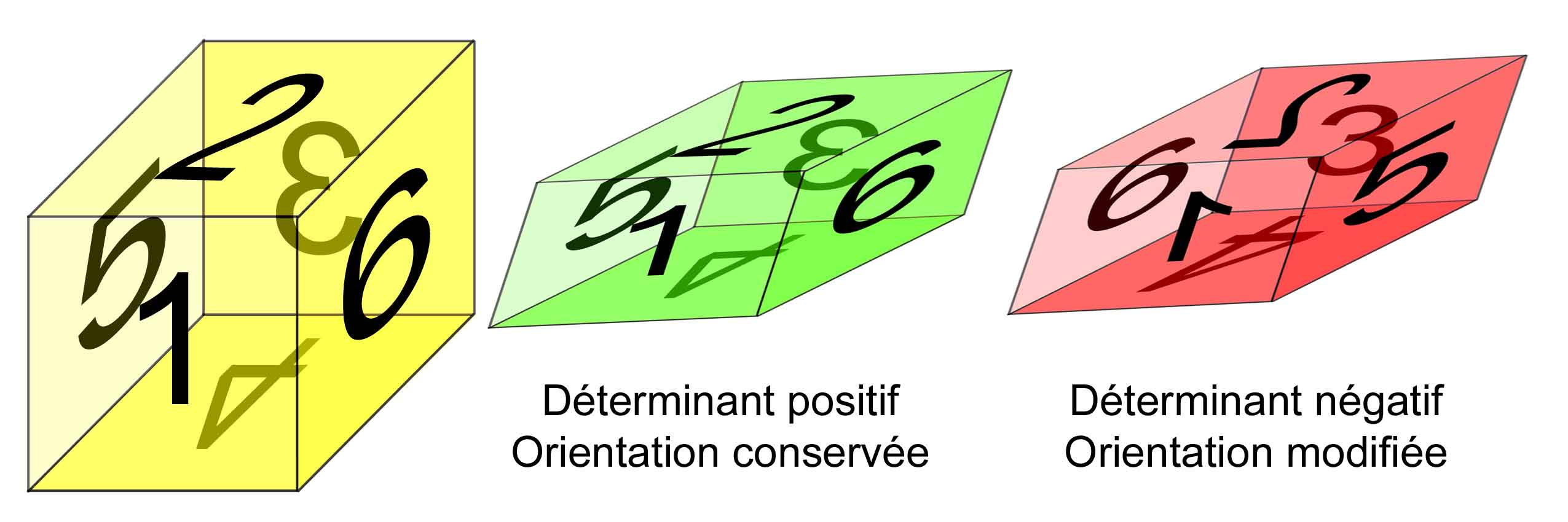
Figura 4. És possible passar del cub groc al paral·lelepípede verd per deformació continua. Això no és possible per al paral·lelepípede vermell que és la imatge especular del verd.

### Plantejament intuïtiu del determinant d'una aplicació lineal
Una aplicació lineal és una aplicació que transforma les coordenades d'un vector de manera lineal. Per exemple en l'espai de dimensió 3, l'aplicació és lineal si les coordenades x, y i z d'un vector tenen per a imatge x', y' i z' amb:
{\displaystyle {\begin{matrix}x'=ax+by+cz\\y'=dx+ey+fz\\z'=gx+hy+iz\end{matrix}}}
on a, b,c..., i són nombres. La figura següent il·lustra dos casos d'aplicacions lineals.
En el primer cas, el cub groc és transformat en un paral·lelepípede il·lustrat en verd. En el segon cas, el cub groc és transformat en un volum aixafat, un quadrat vermell (és a dir que alguns dels vèrtexs del cub inicial tenen la mateixa imatge per l'aplicació lineal). Aquests dos casos corresponen a situacions diferents en matemàtiques. La primera funció del determinant és de subministrar un mitjà de separar aquests casos.

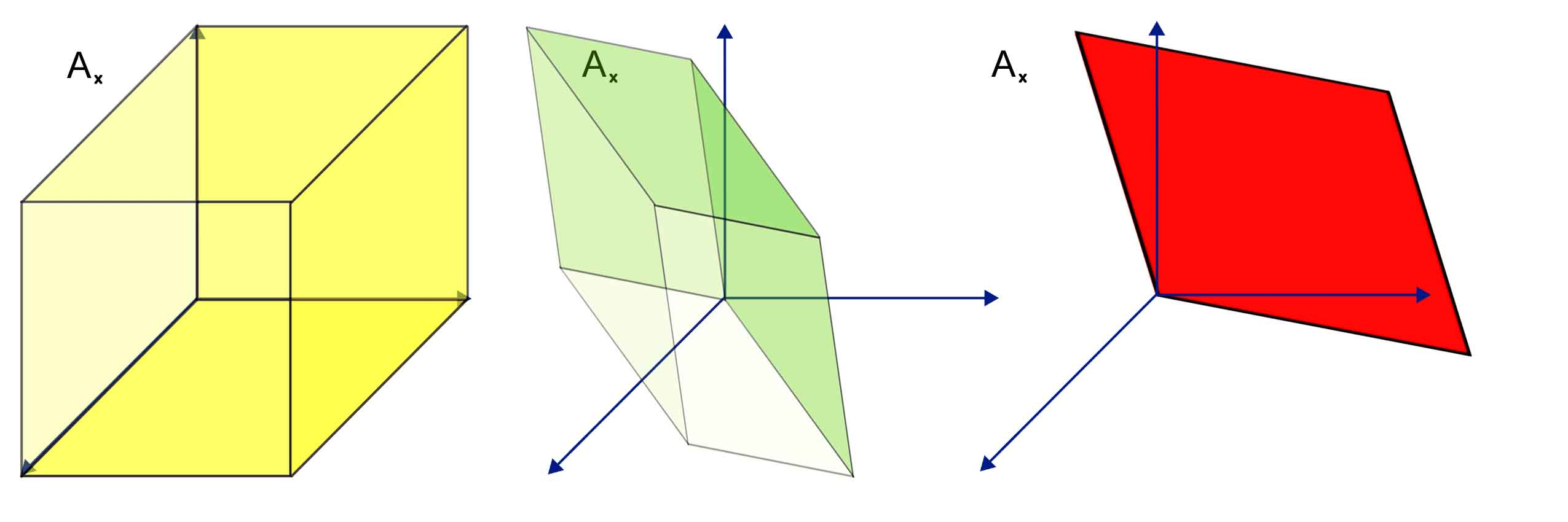
Figura 5. Exemple d'aplicacions lineals: La primera transforma el cub groc en un volum verd la segona en un volum aixafat vermell.

Per ser més precís, el determinant d'una aplicació lineal és un nombre, que representa un factor multiplicatiu per als volums. Si el cub groc és de volum 1, llavors el volum de la imatge del cub verd és el valor absolut del determinant de la primera aplicació. La segona aplicació té un determinant nul, el que correspon a un aixafament dels volums.
El signe del determinant és positiu si és possible deformar contínuament el cub groc per obtenir el verd. En canvi és negatiu si és necessari aplicar-hi a més una simetria.
De fet aquesta propietat no és verdadera només per al cub unitat groc. Tot volum transformat per una aplicació lineal resulta multiplicat pel valor absolut del determinant.
El determinant existeix per a les aplicacions lineals d'un espai en si mateix fins i tot en el cas de més de tres dimensions, sempre que es tracti d'un nombre finit de dimensions. En efecte, la noció de volum pot ser generalitzada: així un «hipercub» que tingui les seves arestes de longitud 2 en un espai euclidià de dimensió n tindria un determinant (mena de «hipervolum») de 2n. Per contra si l'espai conté una infinitat de dimensions, llavors el determinant no té sentit.

## Marc d'utilització

### Determinant i equacions lineals
Existeix un cas de càlcul numèric molt freqüent per als enginyers, els físics o els economistes. Es tracta de la resolució d'un sistema d'equacions lineals. Si el sistema posseeix tantes equacions com variables, es pot esperar l'existència i la unicitat d'una solució. Però no és sempre el cas, per exemple en cas de repetició de la mateixa equació, hi haurà una multiplicitat de solucions.
Més precisament, en un sistema de n equacions i n incògnites es pot associar un determinant. L'existència i la unicitat de la solució s'obté si i només si el determinant és diferent de 0.
És possible, no només de garantir l'existència i la unicitat de la solució, sinó que la regla de Cramer permet un càlcul exacte de la solució amb l'ajuda de determinants. Aquest mètode no és ni el més ràpid, ni el més senzill, es fa servir poc per als càlculs explícits, no obstant això és útil per establir certs resultats teòrics, tal com la dependència respecte als paràmetres.

#### Relació amb l'aixafament dels volums
Un sistema de 3 equacions lineals amb 3 incògnites pot ser posat en forma d'una equació lineal u(X)=B on X=(x, y,z) és un vector, els components del qual són les incògnites del sistema, u una aplicació lineal de l'espai i B un vector. La resolució del sistema pot ser formulada de manera geomètrica: el vector B és la imatge d'un cert vector X per u? Aquest últim és únic ? El determinant de u dona la resposta: l'existència i la unicitat s'obtenen si i només si no és nul.
La figura 5 permet un enfocament intuïtiu d'aquest resultat. N'hi ha prou amb considerar una pavimentació de l'espai amb el cub groc i les seves imatges per translacions segons les tres direccions. Una família de cubs grocs adjacents omplen llavors tot l'espai.
- Si el determinant no és nul, llavors la imatge d'aquest paviment és un paviment de paral·lelepípedes de color verd, omplint igualment tot l'espai. Això significa que tots els vectors de l'espai són vectors imatges. Sobretot, la incògnita està ben recoberta per un dels volums verds. És imatge d'un vector.
- Per contra, si el determinant és nul, llavors la imatge del paviment no omple l'espai sencer. En l'exemple del cub aixafat vermell, no omple més que un pla. Certs vectors mai no són imatge de cap vector, altres són la imatge de diversos vectors alhora.

Més generalment, per a un sistema de n equacions i n incògnites, el determinant indica si les imatges per u omplen l'espai sencer o només un subespai.

### Determinant i reducció
Les aplicacions lineals apareixen no només en geometria elemental sinó també en nombrosos àmbits avançats com certes resolucions d'equacions diferencials, la definició d'algoritmes ràpids o la resolució de problemes teòrics. És important comprendre el seu comportament.
Una eina d'anàlisi fecunda consisteix a catalogar els eixos privilegiats, segons els quals l'aplicació es comporta com una dilatació, multiplicant les longituds dels vectors per una de constant. Aquesta relació de dilatació es diu valor propi i els vectors als quals s'aplica vectors propis.
El fenomen d'aixafament dels volums pot ser mesurat per un determinant. Correspon en cas que, segons una certa direcció, els vectors són multiplicats per una relació de dilatació igual a 0 (valor propi nul). Més generalment, tots els valors propis poden ser obtinguts pel càlcul d'un determinant a paràmetre, dit polinomi característic.

### Determinant i integral múltiple

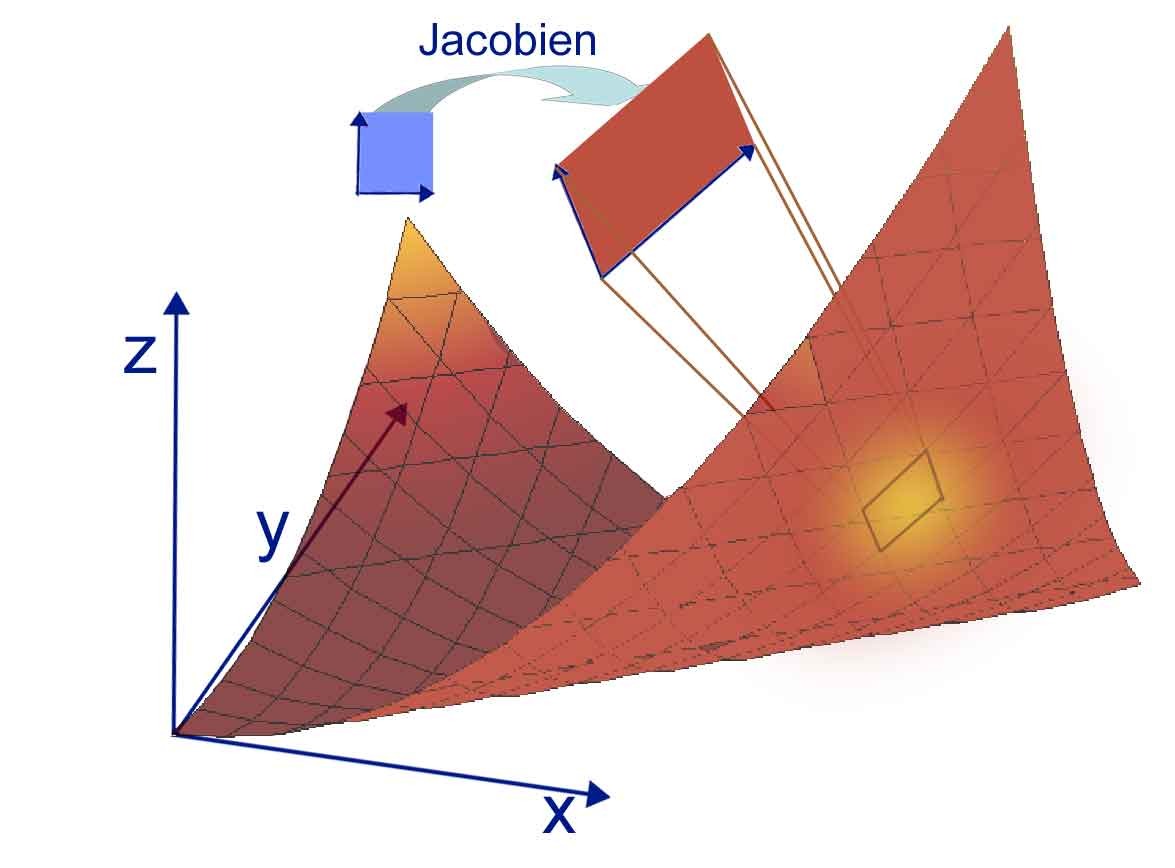
Figura. 6. Jacobià.

Tal com mostra l'enfocament intuïtiu, el determinant caracteritza la modificació de volum d'un paral·lelepípede per un endomorfisme. La integral múltiple és una eina de determinació dels volums en el cas general. Utilitza la noció de determinant en el marc del canvi de variables. Llavors el determinant pren el nom de jacobià. Pot ser imaginat com la relació dels volums elementals abans i després de canvi de variables, usant la terminologia dels elements diferencials.
Més precisament, el comportament d'una aplicació diferenciable a l'entorn d'un punt és en primer ordre, equivalent al terme de modificació de volum, d'una aplicació lineal que té com a determinant el jacobià.

### Determinant i esmorteïment en les equacions diferencials

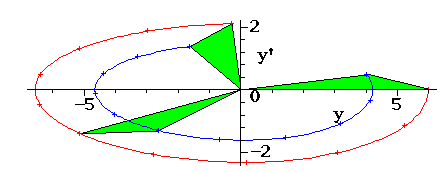
Figura 7. Exemple del pèndol de longitud variable, sense esmorteïment. En blau i en vermell es representen dues solucions particulars, en l'espai de les fases. L'àrea formada per les dues solucions continua sent constant en el transcurs del temps

En física, sobretot en mecànica del punt, és freqüent l'equació diferencial lineal d'ordre dos Es presenta sota la forma {\displaystyle y''=ay'+by+c} on a,b,c poden ser coeficients constants o més generalment funcions (per exemple del temps). El terme {\displaystyle a} es diu factor d'esmorteïment.
Aquesta equació diferencial s'associa a un determinant, dit wronskià. S'interpreta com una àrea en el pla (y, y') dit espai de les fases pels físics. Aquesta àrea continua sent constant en el transcurs del temps si el terme d'esmorteïment és nul, disminueix de manera exponencial si és estrictament positiu. Encara que no sempre és possible presentar una solució explícita, el wronskià sempre és calculable.
El wronskià pot ser generalitzat a totes les equacions diferencials lineals.

## Definició del determinant

### Origen de la construcció del determinant
Les nocions de paral·lelogram i de paral·lelepípede es generalitzen a un espai vectorial E de dimensió finita n sobre {\displaystyle \mathbb {R} }. A n vectors x1, ..., xn de E s'associa un paral·lelòtop. Es defineix com la part de E formada pel conjunt de les combinacions dels xi amb coeficients compresos entre 0 i 1
{\displaystyle P=\left\{x=\sum _{i=1}^{n}t_{i}x_{i}{\Bigg |}\,\forall i,0\leq t_{i}\leq 1\right\}}
Convé veure en aquest paral·lelòtop una mena de llamborda obliqua.
Quan l'espai està proveït d'un producte escalar, és possible definir el volum d'aquest paral·lelòtop, de vegades dit el seu hipervolum per subratllar que la dimensió de l'espai concernit no és per força 3. Verifica les propietats següents: 
- els volums de dues llambordes adjacents per una cara, s'afegeixen
- la multiplicació d'un dels vectors que defineixen la llamborda per una de constant produeix la multiplicació del volum per aquesta constant
- el volum d'una llamborda formada per la repetició del mateix vector (que constitueix un cas particular de llamborda plana), és nul.

Un canvi de producte escalar sobre l'espai E modifica les mesures de longituds, angles i, per tant, de volums. Tanmateix la teoria dels determinants ensenya que tret d'una constant multiplicativa, no existeix més que un únic mètode de càlcul dels volums en un espai vectorial de dimensió n.
Reprenent un espai vectorial sense estructura particular, la noció de determinant té per objectiu donar un sentit intrínsec al «volum» del paral·lelòtop, sense referència a un producte escalar per exemple, és a dir de construir una funció f, que a x1, ..., xn els associa un nombre real, i verifica les propietats precedents. Tal aplicació es diu una forma n - lineal alternada.

### Formesn- lineals alternades
La noció de forma n - lineal alternada generalitza les propietats precedents. Es defineix com una aplicació de En en {\displaystyle \mathbb {R} } que és: 
- lineal en cada variable. Així per la vectors x1, ..., xn, x'i i dos escalars a i b

{\displaystyle f(x_{1},\dots ,x_{i-1},ax_{i}+bx'_{i},x_{i+1},\dots ,x_{n})=af(x_{1},\dots ,x_{n})+bf(x_{1},\dots ,x'_{i},\dots x_{n})\;}
- alternada, significa que s'anul·la cada vegada que és avaluada sobre una tupla que contingui dos vectors idèntics

{\displaystyle [\exists i\neq j,x_{i}=x_{j}]\Rightarrow f(x_{1},\dots ,x_{n})=0}
L'article aplicació multilineal procedeix a l'estudi sistemàtic de les formes n- lineals alternades sobre un espai vectorial de dimensió n.
El resultat principal és la possibilitat de remetre el càlcul de la imatge de {\displaystyle (x_{1},...,x_{n})} al d'imatges dels vectors de base per n- linealitat. A més a més el caràcter alternat permet canviar l'ordre dels vectors, de manera que n'hi ha prou amb conèixer la imatge {\displaystyle f(e_{1},...,e_{n})} dels vectors d'una base, pres en l'ordre, per conèixer f. Posar els vectors en l'ordre fa intervenir la noció de permutació.
Teorema
El conjunt An(E) de les formes n- lineals alternades sobre un espai vectorial de dimensió n constitueix un espai vectorial de dimensió 1.
Ames, si {\displaystyle (e_{1},\dots ,e_{n})} és una base de E, es pot expressar la imatge d'una tupla de vectors per
{\displaystyle f(x_{1},\dots ,x_{n})=\left(\sum _{\sigma \in {\mathfrak {S}}_{n}}\varepsilon (\sigma )\prod _{j=1}^{n}X_{\sigma (j),j}\right)f(e_{1},\dots ,e_{n})}
amb Xij la i-ena component de xj i {\displaystyle \varepsilon (\sigma )} que denota el signe de la permutació (un per a una permutació parell, -1 per a una de senar).

### Determinant d'una família denvectors en una base
Definició
Se suposa E proveït d'una base {\displaystyle B=(e_{1},\dots ,e_{n})}. L'aplicació que determina en base B és l'única forma n- lineal alternada sobre E que verifica {\displaystyle \det {}_{B}(e_{1},...,e_{n})=1}, abreviat en {\displaystyle \det {}_{B}(B)=1}
Cal representar-se aquesta quantitat com una mena de volum de llamborda, relativament a la base B.
Formula de Leibniz

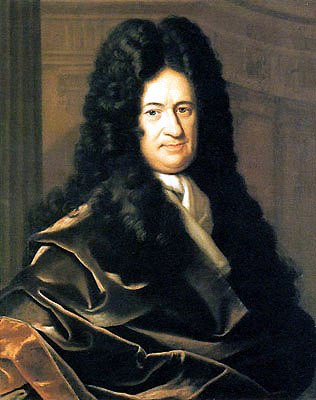
Gottfried Leibniz introdueix els primers determinants de dimensió 3 i més

Siguinx1,...xn els vectors de E. És possible representar aquests n vectors per n matrius columna, formant per juxtaposició una matriu quadrada X.
El determinant de x1,...xn relatiu a la base B val llavors
{\displaystyle \det {}_{B}(x_{1},\dots ,x_{n})=\sum _{\sigma \in {\mathfrak {S}}_{n}}\varepsilon (\sigma )\prod _{j=1}^{n}X_{\sigma (j),j}}
Aquesta fórmula porta de vegades el nom de Leibniz. Presenta poc interès pel càlcul pràctic dels determinants, però permet establir diversos resultats teòrics.
En física, es troba sovint la fórmula de Leibniz expressada amb l'ajuda del símbol de Levi-Civita, utilitzant la convenció d'Einstein per al sumatori dels índexs:
{\displaystyle \det(A)=\epsilon ^{i_{1}\cdots i_{n}}{A^{1}}_{i_{1}}\cdots {A^{n}}_{i_{n}}}
Fórmula de canvi de base
Si B i B ' són dues bases de E, les aplicacions determinants corresponents són proporcionals (amb una relació de proporcionalitat no nul·la)
{\displaystyle \det {}_{B'}(x_{1},\dots ,x_{n})=\det {}_{B'}(B)\times \det {}_{B}(x_{1},\dots ,x_{n})\,}
Aquest resultat és conforme a la interpretació en termes de volum relatiu.

### Determinant d'una matriu
Sigui una matriu A=(aij) quadrada d'ordre n de coeficients reals. Els vectors columna de la matriu es poden identificar amb elements de l'espai vectorial {\displaystyle \mathbb {R} ^{n}}. Aquest últim és proveït d'una base canònica.
Llavors és possible definir el determinant de la matriu A com el determinant del sistema dels seus vectors columnes relativament a la base canònica. S'escriu det (A) ja que no hi ha ambigüitat sobre la base de referència.
Sigui {\displaystyle K} un cos, el determinant també es pot definir com una aplicació {\displaystyle \det(-):M_{n\times n}(K)\longrightarrow K}, és a dir, una aplicació que assigna un nombre del cos {\displaystyle K} a cada matriu quadrada d'ordre {\displaystyle n}, que compleix les següents propietats:
1. Per a tot {\displaystyle i=1,...,n}, i sigui la matriu {\displaystyle A=(C_{i})\in M_{n}(K)} la matriu quadràda que té per columnes els vectors {\displaystyle C_{i}}: {\displaystyle \det(C_{1},...,C_{i}^{'}+C_{i}^{''},...,C_{n})=\det(C_{1},...,C_{i}^{'},...,C_{n})+\det(C_{1},...,C_{i}^{''},...,C_{n})}.
2. Per a tot {\displaystyle i=1,...,n}, tot {\displaystyle \lambda \in K} i sigui la matriu {\displaystyle A} definida com el punt 1: {\displaystyle \det(C_{1},...,\lambda C_{i},...,C_{n})=\lambda \det(C_{1},...,C_{i},...,C_{n})}.
3. Si {\displaystyle A} té dues columnes iguals, aleshores {\displaystyle \det(A)=0}.
4. {\displaystyle \det(I_{n})=1}.

Les propietats (1) i (2) són equivalents a dir que l'aplicació {\displaystyle \det(-)} és lineal respecte les columnes de la matriu {\displaystyle A}.
A partir de les propietats anteriors es pot arribar a la fórmula de Leibniz
{\displaystyle \det(A)=\sum _{\sigma \in {\mathfrak {S}}_{n}}\varepsilon (\sigma )\prod _{i=1}^{n}a_{\sigma (i),i}}
Aquest determinant s'escriu freqüentment amb barres verticals:
{\displaystyle \det {\begin{bmatrix}m_{1;1}&\cdots &m_{1;n}\\\vdots &\ddots &\vdots \\m_{n;1}&\cdots &m_{n;n}\end{bmatrix}}={\begin{vmatrix}m_{1;1}&\cdots &m_{1;n}\\\vdots &\ddots &\vdots \\m_{n;1}&\cdots &m_{n;n}\end{vmatrix}}}
La presentació matricial aporta una propietat essencial: una matriu té igual determinant que la seva transposada
{\displaystyle \det A=\det \left(A^{t}\right)\,}
El que significa que el determinant de A es veu també com el determinant del sistema dels vectors lineals, relativament a la base canònica.

#### Càlcul del determinant de les matrius elementals
A l'hora de calcular determinants és molt útil conèixer el determinant de les matrius elementals.

Sigui {\displaystyle E_{ij}} una matriu elemental de tipus 1. Com que {\displaystyle E_{ij}} s'aconsegueix intercanviant les columnes {\displaystyle i,j} de la matriu identitat, es compleix que
{\displaystyle \det(E_{ij})=-1}
Sigui {\displaystyle E_{i}(\lambda )} una matriu elemental de tipus 2. Com que {\displaystyle E_{i}(\lambda )} és el resultat de multiplicar la columna {\displaystyle C_{i}} de la matriu identitat per {\displaystyle \lambda }. Aleshores,
{\displaystyle \det(E_{i}(\lambda ))=\lambda }
Sigui {\displaystyle E_{ij}(\lambda )} una matriu elemental de tipus 3. Com que {\displaystyle E_{ij}(\lambda )=(C_{1},...,C_{i}+\lambda C_{j},...,C_{n})} amb {\displaystyle C_{k}} les columnes de la matriu identitat, aleshores
{\displaystyle \det(E_{ij}(\lambda ))=1}
A més, sigui {\displaystyle A\in M_{n}(K)} i siguin {\displaystyle E,E_{1},...E_{n}} matrius elementals (de qualsevol tipus), es compleix que
1. {\displaystyle \det(AE)=\det(A)\det(E)}
2. {\displaystyle \det(AE_{1}...E_{n})=\det(A)\det(E_{1})...\det(E_{n})}
3. {\displaystyle \det(E)=\det(E^{t})}

### Determinant d'un endomorfisme
Sigui u un endomorfisme d'un espai vectorial de dimensió finita. Totes les matrius representatives de u tenen el mateix determinant. Aquest valor comú es diu el determinant de u.
El determinant de u és el valor pel qual u multiplica els determinants dels vectors
{\displaystyle \det {}_{B}(u(x_{1}),\dots ,u(x_{n}))=\det u\times \det {}_{B}(x_{1},\dots ,x_{n})\,}
Els endomorfismes de determinant 1 conserven el determinant dels vectors. Formen un subgrup de Gl(E), notat Sl(E), i dit grup especial lineal. En un espai real de dimensió dos, es conceben com les aplicacions lineals que conserven les àrees orientades, en dimensió tres els volums orientats.
Es demostra que aquest grup és generat per les transvections, dels quals la matriu en una base adaptada és de la forma
{\displaystyle {\begin{bmatrix}1&&&&\\&1&\lambda &\\&&.&&\\&&&1&\\&&&&1\end{bmatrix}}=I_{n}+\lambda E_{ij}}
|  |  |
|  |  |

Per construcció del propi determinat dels endomorfismes, dues matrius semblants tenen el mateix determinant.

## Propietats
Tret d'efectuar la tria d'una base, és possible enunciar aquestes propietats al marc matricial.

### Caràcter n - lineal alternat
L'aplicació determinant sobre les famílies de vectors és una forma multilineal alternada. Utilitzar aquesta propietat sobre una matriu demana d'expressar el sistema de vectors columnes, o de vectors línies.
Per exemple si la matriu A admet per a columnes C1, ..., Cn amb Ci de la forma Ci=aC 'i+C ' 'i
{\displaystyle \det(C_{1},C_{2},\dots ,aC'_{i}+C''_{i},\dots ,C_{n})=a\cdot \det(C_{1},\dots ,C'_{i},\dots ,C_{n})+\det(C_{1},C_{2},\dots ,C''_{i},\dots ,C_{n})\,}

Una propietat important del determinant és que al intercanviar dues columnes el determinant queda multiplicat per -1.
Heus aquí l'efecte de les operacions elementals sobre les columnes de la matriu
- multiplicar una columna per a, implica la multiplicació del determinant pel mateix valor
- intercanviar dues columnes, implica la multiplicació del determinant per -1
- afegir en una columna una combinació lineal de les altres columnes no modifica el determinant.

Si totes les columnes són multiplicades per a, el resultat és una multiplicació per an del determinant
{\displaystyle \det(a\times M)=a^{n}\times \det {M}}
Per contra, no existeix cap fórmula senzilla per expressar el determinant de la suma A+B de dues matrius. En efecte, aplicar la multilinearitat respecte a les columnes demana d'escriure les columnes de la suma com a Ai+Bi, després d'aplicar n vegades la propietat de linearitat. Finalment, el determinant de A+B s'escindeix en una suma de 2n determinants híbrids det(A1, A₂, B₃, A₄,..., Bn), formats d'un cert nombre de columnes de A i de B.
És possible efectuar igualment operacions elementals sobre les files, que tenen les mateixes propietats que les operacions sobre les columnes. Operar sobre les files seguint la tècnica del pivot de Gauss dona un mètode sistemàtic càlcul dels determinants; és el mètode més eficaç per regla general.

### Propietats de morfisme i d'anul·lació
Cas d'anul·lació dels determinants:

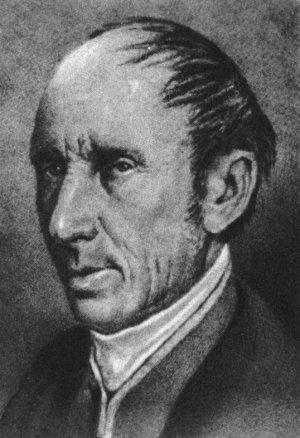
Augustin Louis Cauchy va demostrar que el determinant constitueix un morfisme de grups

- el determinant d'un sistema de n vectors és nul si i només si aquest sistema és linealment dependent (i això és vàlid sigui quina sigui la base de referència)
- el determinant d'una matriu (o d'un endomorfisme) és nul si i només si aquesta matriu (o endomorfisme) és no invertible.

Aquestes propietats expliquen el paper essencial que poden jugar els determinants en àlgebra lineal. Constitueixen una eina fonamental per provar que una família de vectors és una base.
Propietat de morfisme:
- {\displaystyle \det(M\times N)=\det {M}\times \det {N}}
- així si M és invertible llavors {\displaystyle \det {M^{-1}}=(\det {M})^{-1}\,}
- i el determinant és un morfisme de grups de {\displaystyle (M_{n}(K),\times )} en {\displaystyle (K,\times )}

Existeix una generalització de la fórmula de determinant d'un producte per al cas de dues matrius rectangulars: és la fórmula de Binet-Cauchy.

### Adjunts i fórmula de recurrència
Sigui A una matriu quadrada de dimensió n, i A(x) la matriu que té els mateixos coeficients que A, excepte el terme d'índex i, j que val ai, j+x (és la modificació d'un dels coeficients de la matriu, tota la resta es conserva igual). Per la fórmula de linearitat per a la j - èsima columna, és possible establir
{\displaystyle \det A(x)=\det A+x(-1)^{i+j}{\begin{vmatrix}a_{1,1}&\dots &a_{1,j-1}&a_{1,j+1}&\dots &a_{1,n}\\\vdots &&\vdots &\vdots &&\vdots \\a_{i-1,1}&\dots &a_{i-1,j-1}&a_{i-1,j+1}&\dots &a_{i-1,n}\\a_{i+1,1}&\dots &a_{i+1,j-1}&a_{i+1,j+1}&\dots &a_{i+1,n}\\\vdots &&\vdots &\vdots &&\vdots \\a_{n,1}&\dots &a_{n,j-1}&a_{n,j+1}&\dots &a_{n,n}\end{vmatrix}}=\det A+x{\rm {Cof}}_{i,j}}
El terme escrit Cofi, j es diu l'adjunt d'índex i, j. Es calcula de la manera següent: Escrivint M(i;j) determinant de la submatriu deduïda de M per supressió la línia i i la columna j, adjunt és (-1)i+j vegades M(i;j).
Admet les interpretacions següents
- multiplicant per x el coeficient d'índex i, j de la matriu (conservant tota la resta igual) torna a resultar l'augment del determinant de x vegades l'adjunt corresponent
- l'adjunt és la derivada del determinant de la matriu A(x)

Fórmules de Laplace

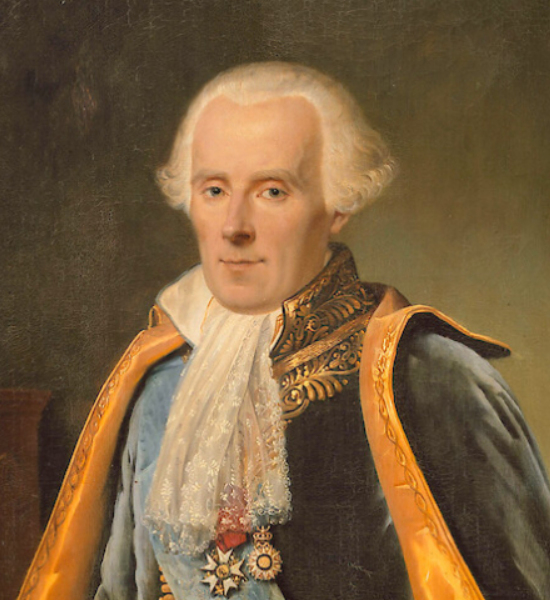
Pierre-Simon Laplace

Si n>1 i A és una matriu quadrada de dimensió n llavors és possible de calcular el seu determinant en funció dels coeficients d'una sola columna i dels adjunts corresponents. Aquesta fórmula, anomenada fórmula de Laplace, permet transformar el càlcul del determinant a n càlculs de determinants de dimensió n-1.
- Fórmula de desenvolupament respecte a la columna j

{\displaystyle \det {A}=\sum _{i=1}^{n}a_{i;j}{\rm {Cof}}_{i,j}}
- Es pot donar igualment una fórmula de desenvolupament respecte a la fila i

{\displaystyle \det {A}=\sum _{j=1}^{n}a_{i;j}{\rm {Cof}}_{i,j}}
Matriu adjunta i càlcul de la inversa
La matriu d'adjunts de A, o comatriu de A és la matriu constituïda pels adjunts de A. Generalitza les fórmules de desenvolupament del determinant respecte a les files o columnes
{\displaystyle A\times {}^{t}{{\rm {com}}A}={}^{t}{{\rm {com}}A}\times A=\det {A}\times I_{n}}
La matriu transposada de la matriu d'adjunts es diu matriu complementària de A. Si A és invertible, la inversa de A és un múltiple de la matriu complementària. Aquest enfocament ofereix una fórmula de la matriu inversa, que no requereix res més que càlculs de determinants
{\displaystyle A^{-1}={\frac {1}{\det A}}\,{}^{t}{{\rm {com}}A}}

### Variacions de la funció determinant
La fórmula de Leibniz mostra que el determinant d'una matriu A s'expressa com a sumes i productes de components de A. No és doncs sorprenent que el determinant tingui bones propietats de regularitat.

#### Determinant dependent d'un paràmetre
Si {\displaystyle t\mapsto A(t)} és una funció de classe {\displaystyle {\mathcal {C}}^{k}} amb valors a les matrius quadrades d'ordre n, llavors {\displaystyle t\mapsto \det A(t)} és igualment de classe {\displaystyle {\mathcal {C}}^{k}}.
La fórmula de derivació s'obté fent intervenir les columnes de A
{\displaystyle {\frac {\rm {d}}{{\rm {d}}t}}\left(\det(A_{1}(t),\dots ,A_{n}(t))\right)=\sum _{i=1}^{n}\det(A_{1}(t),\dots ,A_{i-1}(t),A'_{i}(t),A_{i+1}(t),\dots ,A_{n}(t))}
Aquesta fórmula és formalment anàloga a la derivada d'un producte de n funcions numèriques.

#### Aplicació determinant sobre l'espai matrius
- L'aplicació que a la matriu A li associa el seu determinant és contínua.

Aquesta propietat presenta conseqüències topològiques interessants: així el grup GLn ({\displaystyle \mathbb {R} }) és un obert, el subgrup SLn({\displaystyle \mathbb {R} }) és un tancat.
- Aquesta aplicació és derivable i fins i tot {\displaystyle {\mathcal {C}}^{\infty }}.

El desenvolupament en sèrie de Taylor limitat al primer terme del determinant a l'entorn de A s'escriu
{\displaystyle \det(A+H)=\det A+{\rm {tr}}({}^{t}{\rm {Com}}(A).H)+o(\|H\|)}
És a dir que en Mn({\displaystyle \mathbb {R} }) proveït del seu producte escalar canònic, la matriu d'adjunts s'interpreta com el gradient de l'aplicació determinant
{\displaystyle \nabla \det(A)={\rm {Com}}(A)}
Per al cas on A és la identitat
{\displaystyle \det(I+H)=1+{\rm {tr}}(H)+o(\|H\|)\qquad \nabla \det(I)=I}
El caràcter derivable permet afirmar que GLn({\displaystyle \mathbb {R} }) és un grup de Lie.
- És també el polinomi que fa de GLn({\displaystyle \mathbb {R} }) una varietat algebraica.

Aquestes fórmules porten de vegades el nom d'identitats de Jacobi. S'expliquen a l'article matriu d'adjunts.

## Generalització als espais vectorials sobre altres cossos i en els mòduls
Les diferents definicions i propietats de la teoria dels determinants s'escriuen de manera idèntica en el marc dels espais vectorials complexos i de les matrius de coeficients complexos. El mateix sobre tot cos commutatiu, excepte per al paràgraf «variacions de la funció determinant» que llavors no té sentit.
Quasi la totalitat de la teoria dels determinants encara pot ser estesa a les matrius a coeficients en un anell commutatiu A i amb els mòduls de dimensió finita sobre A. L'únic punt de divergència és la caracterització de l'anul·lació dels determinants.
Així una matriu de coeficients en un anell commutatiu A és invertible si i només si el seu determinant és invertible a A.
La qüestió de l'algoritme de càlcul del determinant s'ha de reprendre. En efecte, el mètode del pivot de Gauss demana d'efectuar divisions, el que no és possible a l'anell A mateix. Les fórmules de Leibniz o de Laplace permeten fer un càlcul sense divisió, però continuen sent molt costoses en temps de còmput. Existeixen algoritmes més raonables, en els quals el temps d'execució és d'ordre n4; sobretot, l'algoritme del pivot Gauss s'adapta en el cas d'un anell euclidià, aquesta adaptació és descrita a l'article sobre el teorema dels factors invariants. El lloc web de la universitat lliure de Berlín proposa un document de referència sobre la qüestió dels algoritmes sense divisió (anglès).